# Scheibenhaus (Winklarn)
Scheibenhaus ist ein Ortsteil des Marktes Winklarn (Verwaltungsgemeinschaft Oberviechtach) im Oberpfälzer Landkreis Schwandorf in Bayern und liegt in der Region Oberpfalz-Nord.

## Geografie
Scheibenhaus liegt im Naturpark Oberpfälzer Wald, etwa zwei Kilometer nördlich vom Kernort Winklarn entfernt, am Ufer der Ascha und am Mühlweiher zwischen Schneeberg und Winklarn inmitten einer Weiherlandschaft mit reicher Pflanzen- und Vogelwelt. Die Ascha bildet in dem flachen Abschnitt zwischen Aschahof und Hundhagermühl mehrere Seitenarme.
Nachbarorte sind im Norden Schneeberg und Herzoghof, im Osten Hundhagermühl, im Süden Winklarn und im Südwesten Fischerhof.

## Geschichte
Zum Stichtag 23. März 1913 (Osterfest) wurde Scheibenhaus als Teil der Pfarrei Winklarn mit einem Haus und fünf Einwohnern aufgeführt.
Am 31. Dezember 1990 hatte Scheibenhaus 6 Einwohner und gehörte zur Pfarrei Winklarn.